# 이미지 파일 형식
이미지 파일 형식(영어: Image file formats)은 디지털 화상을 생성하고 저장하는 표준적인 방법을 의미한다. 이미지 파일은 모니터나 프린터로 래스터화 할 수 있는 디지털 데이터의 모음이다. 데이터를 무압축된 채로, 압축된 채로, 또는 벡터 포맷으로 저장할 수 있다. 래스터화를 하면 이미지는 픽셀들의 행렬이 되는데, 각각의 픽셀은 디바이스에 표시될 수 있는 색 심도 값을 갖게 된다.

## 주요 그래픽 파일 포맷
사유 형태를 포함하여, 수백 가지의 이미지 파일 종류가 존재한다. PNG, JPEG, GIF 포맷은 인터넷에 그림을 보여주는데 가장 흔히 사용된다. 이러한 그래픽 포맷들은 래스터와 벡터, 이렇게 두 개의 주된 종류로 아래와 같이 나누어 설명할 수 있다.

### 래스터 그래픽스

#### JPEG/JFIF
JPEG(Joint Photographic Experts Group)은 사진 이미지를 위해 개발된 형식으로 손실 압축 기법을 사용한다. JPEG로 압축된 파일은 JFIF(JPEG File Interchange Format)로 저장되는데, 이의 확장자로 JPG 또는 JPEG를 사용한다.  손실 압축으로 압축률을 높일 경우 이미지의 상태가 떨어지는 단점이 있다. 그러나 일반 그래픽 프로그램에서 저장 형식에 있어서 다양해 가장 많이 사용되는 형식이다. 일반적으로 이미지 퀄리티를 그렇게 많이 손상시키지는 않지만 여러번 편집하고 저장할 경우 점점 퀄리티가 떨어지는 문제가 있다. (JPEG에도 무손실 압축 표준이 있지만 그리 많이 사용되지 않는다.)

#### JPEG 2000
JPEG 2000은 무손실과 손실 저장을 둘 다 허용하는 압축 표준이다. 압축 방법이 JFIF/JPEG와 다르다. 퀄리티와 압축률을 개선했지만 더 많은 연산을 필요로 한다. JPEG 2000은 또한 JPEG에서 빠진 기능들을 추가했다. JPEG만큼 많이 사용되진 않지만 프로페셔널한 영화 편집, 배포등에 흔히 쓰인다.

#### Exif
Exif(교환 이미지 파일 형식) 포맷은 TIFF 확장자를 가진 JFIF 포맷이다. 디지털 카메라와 이미지 뷰어가 표준화된 이미지 메타데이터를 공유할 수 있도록 하기 위해 개발되었다. 메타 데이터는 카메라 세팅, 날짜와 시간, 셔터 스피드, 노출, 사이즈, 압축, 카메라 이름, 색 정보 등을 포함한다.
실제 Exif 메타데이터는 TIFF, JPEG, PNG같은 다른 호스트 포맷에 같이 실려있다.
IFF-META도 이와 비슷한 예이다
TIFF
TIFF 포맷은 24비트나 48비트에 색(빨강, 녹색, 파랑) 하나에 각각 8비트나 16비트를 저장하는 유연한 포맷이다. 각각 TIFF와 TIF 확장자를 사용한다. 태그 구조가 쉽게 확장할 수 있도록 되어 있어 많은 벤더들이 자신만의 목적을 가진 태그를 만든다. 그렇기 때문에 어떤 뷰어도 모든 TIFF 파일을 읽지는 못한다. TIFF는 손실과 무손실 압축이 둘 다 있다. 몇몇은 흑백 이미지에 상대적으로 좋은 무손실 압축을 지원한다. 몇몇 디지털 카메라는 TIFF 포맷을 LZW 압축을 거쳐 저장한다. 대부분의 웹브라우저는 LZW 압축을 거친 TIFF 포맷을 지원하지 않는다. 프린팅 업계에서는 사진 표준으로 널리 사용된다. TIFF는 디바이스마다 다른 색공간을 지원하기 때문에 프린트 잉크에 쓰이는 CMYK로 저장할 수도 있다.

#### GIF
GIF는 미국의 컴퓨서브사가 개발한 온라인 전송을 위해 만든 그래픽 포맷으로, 색상의 무손실 압축 기술을 사용한다. 보통 8비트 256색만 지원한다.(기술적으로는 24비트 색심도도 가능하다) LZW 압축 알고리즘을 사용하는데, 넓은 영역에서 한 색을 사용할 경우 압축률이 높아지기 때문에 간단한 도형, 로고, 만화 그림처럼 색이 별로 필요 없는 이미지를 저장하는데 적합하다. 사진 등에는 적합하지 않다. 또한 애니메이션 효과를 내는데도 널리 쓰이는데, 최근 비디오 포맷만큼 압축률이 좋지는 않다.

#### BMP
BMP는 마이크로소프트 사가 개발한 파일 형식으로 압축하지 않은 비트맵 이미지를 저장하는 윈도 OS의 그래픽 파일 형식이다. 무손실 무압축 포맷이기 때문에 이미지 크기가 크다. 이 포맷의 강점은 간단한 구조와 윈도우 프로그램에서의 호환성이다.

#### PNG
PNG는 GIF를 대체하기 위해 만들어진 자유, 오픈소스 파일 포맷이다. PNG파일은 8비트(투명도 옵션이 존재), 24비트 트루컬러(1600만 색), 알파 채널이 옵션인 48비트 트루컬러를 지원한다. GIF 포맷은 256색과 단일 투명색만을 지원한다.
JPEG와 비교해서 PNG는 이미지안에 비슷한 색이 넓게 사용될 때 유리하다. JPEG가 용량이 더 작아서 최종 배포에 많이 사용되긴 하지만 PNG는 무손실 압축 덕분에 편집 과정에서 쓰이기에 적합한 포맷이다.
PNG는 GIF의 특허가 안걸려있는 대체품으로 배포된다(GIF 자체는 이제 특허가 없긴 하지만). 또한 TIFF 포맷도 많은 부분에서 대체할 수 있다. 색상 인덱스, 그레이 스케일, 트루컬러 이미지가 지원되고, 알파 채널까지 옵션으로 제공한다. Adam 7 인터레이싱을 통해서 이미지의 일부만 전송되어도 미리보기를 지원한다. PNG는 여러 플랫폼에서 색상을 동일하게 제공하기 위해 감마와 색상 데이터를 제공한다.
PNG의 애니메이션 포맷으로 MNG와 APNG가 있다. APNG는 모질라 파이어폭스와 오페라 소프트웨어에서 지원되고 PNG와 상위호환된다.

#### PPM, PGM, PBM, PNM
Netpbm 포맷은 포터블 픽스맵 파일 포맷(PPM), 포터블 그레이맵 파일 포맷(PGM), 포터블 비트맵 파일 포맷(PBM)을 포함하는 계열이다.

#### HDR 래스터 포맷
대부분의 일반 래스터 포맷은 HDR 데이터를 저장하지 못한다. RGBE와 같은 새로운 대안들이 나오고 있다.
- OpenEXR 또는 EXR

#### HEIF
HEIF는 MPEG에 의해 표준화된 이미지 컨테이너 포맷이다.

#### BPG
BPS는 새로운 이미지 포맷으로, 화질이나 파일 크기가 문제가 될 때 JPEG 이미지 포맷을 대체할 목적으로 만들어졌다.

#### 기타 래스터 포맷
- CD5
- DEEP
- ECW
- FITS
- FLIF
- ICO
- ILBM
- IMG
- IMG
- JPEG XR
- LIFF
- Nrrd
- PAM
- PCX
- PGF
- PLBM
- SGI
- SID
- 썬 래스터
- TGA
- VICAR

#### 래스터 그래픽스 편집기의 컨테이너 포맷
- CPT
- PSD: 어도비 사의 포토샵에서 사용되는 기본 형식이다. 무손실 압축 기술을 사용하며, 이는 단순히 이미지 저장뿐 아니라 사용되는 문자, 레이어, 알파채널, 패스, 텍스트 들을 함께 저장한다.
- PSP
- XCF

### 벡터 포맷

#### CGM
CGM(컴퓨터 그래픽스 메타파일)은 2차원 벡터 그래픽스, 래스터 그래픽스, 텍스트를 위한 파일 포맷으로, ISO/IEC 8632에 정의되어 있다.

#### 거버 포맷 (RS-274X)
거버 포맷은 거버 시스템스사(현재의 Ucamco)가 개발한 2차원 바이레벨 이미지 기술 포맷이다.

#### SVG
SVG는 W3C가 개발한 개방형 표준으로, 웹 등에서 스크립트가 가능한 다목적 벡터 포맷의 필요를 위해 만들어졌다.

#### 기타 2차원 벡터 포맷
- AI
- CDR
- DrawingML
- GEM 메타파일
- 그래픽스 레이아웃 엔진
- HPGL
- HVIF
- MathML
- NAPLPS
- ODG
- !DRAW
- POV-Ray 마크업 언어
- PPT
- 프리시전 그래픽스 마크업 언어
- ReGIS
- 원격 이미징 프로토콜
- VML
- WMF / EMF (윈도우 메타파일 / 강화 메타파일)
- Xar
- XPS
- imvp:ico movie's video paint
- imp:ico movie's paint
- iabmp:important adove bmp
- ifp:important file paint

#### 3차원 벡터 포맷
- AMF
- Asymptote
- .blend - 블렌더
- COLLADA
- .dgn
- .dwf
- .dwg
- .dxf
- eDrawings
- .flt - 오픈플라이트
- HSF
- IGES
- IMML
- IPA
- JT
- .MA (마야 ASCII 포맷)
- .MB (마야 바이너리 포맷)
- .OBJ
- 오픈GEX
- PRC
- STEP
- SKP
- STL
- U3D
- VRML
- XAML
- XGL
- XVL
- xVRML
- X3D
- .3D
- 3DF
- .3DM
- .3ds
- 3DXML
- X3D

### 복합 포맷
- EPS: 인쇄할 때 사용하는 파일 포맷으로 고품질의 출력전용 파일이다.
- PDF: 어도비(ADOBE)사의 아크로뱃 프로그램에서 사용되는 문서 작성용 파일 형식이다.
- 포스트스크립트
- PICT
- SWF
- XAML

### 스테레오 포맷
- MPO
- PNS
- JPS

## 같이 보기
- 해상도